# Battaglia di Lagunillas
La battaglia di Lagunillas fu un conflitto della guerra di Arauco svoltosi l'8 novembre 1557 tra l'esercito di García Hurtado de Mendoza e l'esercito Mapuche, nei pressi di un lago situato una lega a sud del fiume Bío Bío.

## Storia
Prevedendo l'invasione di Mendoza del loro territorio, i Mapuche organizzarono la difesa raggruppando le forze a disposizione in tre luoghi. Il primo era un pucará costruito sulla cima di Andalicán, cinque leghe a sud di Concepcion, che permetteva il controllo del territorio fino alla costa di Arauco. Il resto degli uomini fu stanziato tra Millarapue e Tucapel.
L'esercito ben equipaggiato di Mendoza lasciò Concepcion il 29 ottobre per iniziare la propria campagna contro i Mapuche, e marciò verso sud fino a raggiungere la foce del Bio-Bio. Qui si accamparono inviando un piccolo contingente a risalire il fiume per cinque leghe, con il compito di tagliare la legna e costruire zattere per attraversare il corso d'acqua. Questo movimento aveva il compito di distrarre i Mapuche mentre effettuavano la traversata usando le navi della loro flotta, e speciali zattere costruite per trasportare le centinaia di cavalli. Il trucco ebbe successo, e l'esercito poté attraversare il fiume presso la foce senza l'opposizione degli indigeni.
Dopo la traversata, l'esercito proseguì a sud per un'altra lega, fino a raggiungere alcuni piccoli laghi alle pendici delle montagne boscose dell'Regione dell'Araucanía, la catena montuosa di Nahuelbuta. Qui si accamparono mentre un piccolo distaccamento guidato dal capitano Reinoso si muoveva a sud per effettuare una ricognizione del tratto di terreno che avrebbero percorso l'indomani. Quando gli uomini di Reinoso giunsero in vista delle forze Mapuche di Andalicán, furono attaccati. Reinoso iniziò una ritirata davanti all'avanzare del nemico, nel tentativo di guadagnare tempo mentre inviava un messaggero da Mendoza per avvisarlo del pericolo. Nel frattempo un paio di soldati spagnoli lasciarono il campo senza permesso per raccogliere dei frutti nel bosco vicino, e scoprirono un gran numero di Mapuche pronti per un'imboscata. Uno dei due fu ucciso, mentre l'altro riuscì a fuggire avvisando i compagni della prossimità del nemico.
Dopo aver ricevuto i messaggeri di Reinoso il governatore gli mandò come rinforzo cinquanta cavalieri e venti archibugieri guidati da Rodrigo de Quiroga. Grazie a questo contingente Reinoso e Quiroga bloccarono l'avanzata Mapuche nelle paludi. Avvisato della presenza dei Mapuche pronti all'imboscata, Mendoza organizzò velocemente il proprio esercito per attaccarli ed allontanarli. Ben presto Reinoso e Quiroga tornarono riunendosi all'esercito, con i Mapuche di Andalicán alle costole, ed una battaglia che stava per iniziare nei pressi del campo.
Nonostante fossero in netta minoranza, archibugieri ed artiglieria spagnola bloccarono gli attacchi Mapuche, e la cavalleria li obbligò a tornare alle paludi dove sarebbero stati protetti dai cavalli. I fanti spagnoli li seguirono e, dopo un'ostinata resistenza, i Mapuche fuggirono sulle colline boscose oltre le paludi. Gli spagnoli li inseguirono con cautela, temendo imboscate, e fecero ritorno nel tardo pomeriggio con i prigionieri. Due soli spagnoli furono uccisi, ma molti erano gravemente feriti, mentre 300 Mapuche erano caduti in combattimento, e 150 erano stati catturati, compreso Galvarino.
Processati per insurrezione, i prigionieri furono condannati all'amputazione della mano destra e del naso, mentre ad altri tra cui Galvarino furono tagliate entrambe le mani. Galvarino ed il resto dei prigionieri furono rilasciati come lezione per il resto della tribù. Mendoza mandò Galvarino ad informare il toqui Caupolicán del numero e del tipo di persone che sarebbero entrate sul loro territorio, in modo da intimorirlo e convincerlo ad arrendersi senza altri scontri armati.
Il giorno seguente Mendoza avanzò catturando il pucara abbandonato di Andalicán. L'indomani l'esercito proseguì conquistando le colline di Marihueñu, scarsamente difese, creando un corridoio grazie al quale altri spagnoli sarebbero entrati nella provincia di Arauco.